# Himmelpfort
Himmelpfort (latin:  coeli porta, "Himlaporten") är en ort och kommundel (Ortsteil) i stadskommunen Fürstenberg/Havel i förbundslandet Brandenburg i östra Tyskland, belägen sex kilometer öster om centralorten Fürstenberg/Havel. Orten är omgiven av flera sjöar och har status som officiell rekreationsort i Brandenburg. Himmelpfort var en kommun fram till den 26 oktober 2003 när den uppgick i Fürstenberg/Havel. Befolkningen uppgick till 481 personer år 2014.

## Historia
Ortens cistercienserkloster instiftades 1299 av markgreve Albrekt III av Brandenburg-Salzwedel som ett dotterkloster till klostret i Lehnin. Efter reformationen drevs klostret vidare som adelsgods. I slutet av 1800-talet fick orten en ökad turism genom järnvägsförbindelsen via Fürstenberg till Berlin.
Under andra världskriget fanns ett annex till det närbelägna koncentrationslägret Ravensbrück i orten. Efter kriget var orten mellan 1968 och 1990 lagringsplats för sovjetiska kärnvapenstridsspetsar i det så kallade Sonderwaffenlager Himmelpfort. Lagret utrymdes omedelbart efter Tysklands återförening 1990.
Under DDR-epoken var orten en statlig semesterort, med barnkolonier och omfattande sommarturism. Efter återföreningen har åter den privata turistbranschen tagit över verksamheten i orten.

## Kultur och sevärdheter
Himmelpfort är i Tyskland känt som postort då postkontoret sedan 1984 besvarar brev från barn till jultomten, sedan 1995 med av Deutsche Post särskilt anställd julpersonal. År 2012 mottogs sammanlagt 292 000 brev från barn i 70 olika länder. I ortens centrum finns rester av det medeltida klostret, vars bryggeribyggnad brann ned 2010. Idag återstår klosterträdgården och den numera protestantiska kyrkan.
I orten anordnas årligen sedan 2001 en klassisk musikfestival, Himmelpforter Klassiktage.

## Kända ortsbor
- Antoinette Flegenheim (1863-?), överlevde Titanickatastrofen.